# Battinsthal
Battinsthal ist ein Ortsteil der Gemeinde Krackow des Amtes Löcknitz-Penkun im Landkreis Vorpommern-Greifswald in Mecklenburg-Vorpommern.

## Geographie
Der Ort liegt zwei Kilometer südwestlich von Krackow. Die Nachbarorte sind Krackow im Nordosten, Schuckmannshöhe und Storkow im Südosten, Blockshof im Süden, Wollin und Friedefeld im Südwesten sowie Battin und Bagemühl im Nordwesten.

## Geschichte
Als wüste Feldmark gehörte Battinsthal der Familie von der Osten, dann den Grafen von Hacke, und wurde 1757 vom Landesherrn allodiert. Battinsthal selbst gilt als Gründung auf Basis eines Gutsvorwerkes, zunächst wohl ohne den Status eines klassischen Rittergutes. Als Gründer von Battinsthal wirkt Heinrich von der Osten, Enkel des Landrats Henning von der Osten.
Der preußische Kammerherr Karl von Schuckmann (1759–1831) ist zu seiner Zeit der Grundbesitzer vor Ort, in zweiter Ehe mit Dorothea Charlotte Benedikte von Kortzfleisch liiert. Sie gründete, ohne Kindeserben, 1851 eine Stiftung für die Familien von Schuckmann und von Kortzfleisch. In etwa aus diesem Zeitraum stammt auch die bekannte Gutskapelle im Ort. 1914 ist Battinsthal ein Rittergut, mit Vorwerk Schuckmannshöhe, gesamt 906 ha Land, davon waren nur 3 ha Waldbesitz. Es gehörte der von Schuckmann’schen Familienstiftung unter dem Kuratorium des Deichhauptmanns Hermann Freiherr von Schuckmann-Auras (1847–1920). In Battinsthal lebte zeitweise dessen Bruder Otto von Schuckmann (1859–1926), Rechtsritter des Johanniterordens, preußischer Regierungsrat und Landrat a. D., mit seiner Familie. Zuletzt wurde der Besitz mit einem großen Umfang von 1038 ha in die Statistik aufgenommen. Geführt wurde es 1939 immer noch durch die von Schuckmannsche Stiftung. Der Besitz war verpachtet an Frieda Block. Die besondere Konstellation der längeren Inhaberschaft eines Rittergutes durch eine Familien-Stiftung ging bis zu der Zeit der Enteignung durch die Bodenreform. Kurator der Stiftung war der Pächter einer in Schlesien befindlichen Domäne Alt-Altmannsdorf, Major Ernst-Ulrich von Schuckmann (1878–1957). Er war Ehrenmitglied und zugleich Vorsitzender das Familienverbandes von Schuckmann und lebte nach 1945 mit seiner Familie in Holstein.

## Persönlichkeiten
- Otto von Schuckmann, Verwaltungsbeamter, lebte zeitweise in Battinsthal